# Protulipa
 Protulipa  falu Horvátországban, Károlyváros megyében. Közigazgatásilag  Generalski Stolhoz tartozik.

## Fekvése
Károlyvárostól 16 km-re délnyugatra, községközpontjától légvonalban 8 km-re északra, a Dobra bal partján fekszik.

## Története
A településnek 1857-ben 133, 1910-ben 139 lakosa volt. Trianon előtt Modrus-Fiume vármegye Vrbovskoi járásához tartozott. 2011-ben 51 lakosa volt.

## Lakosság
| Lakosság változása | Lakosság változása | Lakosság változása | Lakosság változása | Lakosság változása | Lakosság változása | Lakosság változása | Lakosság változása | Lakosság változása | Lakosság változása | Lakosság változása | Lakosság változása | Lakosság változása | Lakosság változása | Lakosság változása | Lakosság változása |
| ------------------ | ------------------ | ------------------ | ------------------ | ------------------ | ------------------ | ------------------ | ------------------ | ------------------ | ------------------ | ------------------ | ------------------ | ------------------ | ------------------ | ------------------ | ------------------ |
| 1857               | 1869               | 1880               | 1890               | 1900               | 1910               | 1921               | 1931               | 1948               | 1953               | 1961               | 1971               | 1981               | 1991               | 2001               | 2011               |
| 133                | 152                | 137                | 136                | 138                | 139                | 128                | 143                | 139                | 143                | 136                | 109                | 80                 | 73                 | 51                 | 51                 |

## Nevezetességei
- Határában híd ível át a Dobrán a túloldali Lipa irányába.
- Vízimalom és zuhatag a Dobrán.